# Grandes Éxitos (album của Shakira)
| Đánh giá chuyên môn | Đánh giá chuyên môn |
| Nguồn đánh giá      | Nguồn đánh giá      |
| Nguồn               | Đánh giá            |
| ------------------- | ------------------- |
| Allmusic            | [ 1 ]               |

"Grandes Éxitos" (tiếng Việt: Những ca khúc hay nhất) là album tuyển tập đầu tiên của nữ ca sĩ người Colombia Shakira. Nó được phát hành ngày 2 tháng 11 năm 2002, bởi hãng Sony Music  và Columbia Records, một năm sau album phòng thu thứ năm và album tiếng Anh đầu tiên của cô, Laundry Service. Các bài hát trong album được lấy từ những album trước đó của cô: Pies Descalzos (1995) và Dónde Están los Ladrones? (1998), album trực tiếp MTV Unplugged (2000), và các bản dịch  của các bài hát tiếng Anh trong Laundry Service (2001). Album không có một ca khúc mới nào.

## Danh sách bài hát
| Đĩa 1 (CD) - 2002 | Đĩa 1 (CD) - 2002                                             | Đĩa 1 (CD) - 2002                 | Đĩa 1 (CD) - 2002 |
| STT               | Nhan đề                                                       | Sáng tác                          | Thời lượng        |
| ----------------- | ------------------------------------------------------------- | --------------------------------- | ----------------- |
| 1.                | "Estoy Aquí" (từ Pies Descalzos)                              | Shakira Luis Fernando Ochoa       | 3:53              |
| 2.                | "Antología" (từ Pies Descalzos)                               | Shakira Ochoa                     | 4:11              |
| 3.                | "Un Poco de Amor (với 'Albert Melendez')" (từ Pies Descalzos) | Shakira Ochoa                     | 4:00              |
| 4.                | "¿Dónde Estás Corazón?" (từ Pies Descalzos)                   | Shakira Ochoa                     | 3:52              |
| 5.                | "Que Me Quedes Tú" (từ Laundry Service)                       | Shakira Ochoa                     | 4:47              |
| 6.                | "Ciega, Sordomuda" (từ Dónde Están los Ladrones?)             | Shakira Estefano Salgado          | 4:28              |
| 7.                | "Si Te Vas" (từ Dónde Están los Ladrones?)                    | Shakira Ochoa                     | 3:30              |
| 8.                | "No Creo" (trực tiếp) (từ MTV Unplugged)                      | Shakira Ochoa                     | 4:13              |
| 9.                | "Inevitable" (từ Dónde Están los Ladrones?)                   | Shakira                           | 3:13              |
| 10.               | "Ojos Así" (từ Dónde Están los Ladrones?)                     | Shakira Pablo Flores Javier Garza | 3:59              |
| 11.               | "Suerte" (từ Laundry Service)                                 | Shakira Tim Mitchell              | 3:14              |
| 12.               | "Te Aviso, Te Anuncio (Tango)" (từ Laundry Service)           | Shakira                           | 3:42              |
| 13.               | "Tú" ((trực tiếp) (từ MTV Unplugged)                          | Shakira Dillon O'Brien            | 4:52              |
| 14.               | "Dónde Están los Ladrones?" (trực tiếp) (từ MTV Unplugged)    | Shakira Ochoa                     | 3:29              |
| 15.               | "Moscas en la Casa" (từ Dónde Están los Ladrones?)            | Shakira                           | 3:31              |

| Bonus videos (2005 release) | Bonus videos (2005 release)           | Bonus videos (2005 release) |
| STT                         | Nhan đề                               | Thời lượng                  |
| --------------------------- | ------------------------------------- | --------------------------- |
| 1.                          | "Ojos Así"                            |                             |
| 2.                          | "Underneath Your Clothes" (trực tiếp) |                             |
| 3.                          | "Whenever, Wherever" (trực tiếp)      |                             |
| 4.                          | "No Creo"                             |                             |
| 5.                          | "Underneath Your Clothes" (đĩa đơn)   |                             |
| 6.                          | "Te Dejo Madrid"                      |                             |
| 7.                          | "Suerte"                              |                             |
| 8.                          | "Whenever, Wherever" (đĩa đơn)        |                             |
| 9.                          | "Te Aviso, Te Anuncio (Tango)"        |                             |
| 10.                         | "Dónde Están los Ladrones?"           |                             |

| Đĩa 2 (VCD) - 2005 | Đĩa 2 (VCD) - 2005 | Đĩa 2 (VCD) - 2005 |
| STT                | Nhan đề            | Thời lượng         |
| ------------------ | ------------------ | ------------------ |
| 1.                 | "Documentary Film" | 24:18              |

## Xếp hạng
| Chart                           | Peak position |
| ------------------------------- | ------------- |
| Finnish Album Chart             | 18            |
| Portuguese Album Chart          | 14            |
| Spanish Album Chart             | 36            |
| Swedish Album Chart             | 22            |
| Swiss Album Chart               | 49            |
| U.S. Billboard 200              | 80            |
| U.S. Billboard Latin Pop        | 1             |
| U.S. Billboard Top Latin Albums | 1             |

## Chứng nhận
| Quốc gia                                  | Chứng nhận           | Số đơn vị/doanh số chứng nhận |
| ----------------------------------------- | -------------------- | ----------------------------- |
| Argentina (CAPIF)                         | Platinum             | 40.000^                       |
| México (AMPROFON)                         | Bạch kim+Vàng        | 225.000^                      |
| Hoa Kỳ (RIAA)                             | 2× Platinum (Latinh) | 200.000^                      |
| ^ Chứng nhận dựa theo doanh số nhập hàng. |                      |                               |